# Mistrzostwa Polski w Łyżwiarstwie Figurowym 2024
Mistrzostwa Polski w łyżwiarstwie figurowym 2024 – zawody mające na celu wyłonienie najlepszych łyżwiarzy figurowych w Polsce. W ramach mistrzostw Polski rozgrywano:
- Mistrzostwa Polski Seniorów – 14–16 grudnia 2023 w Turnovie (Mistrzostwa Czterech Narodów)
- Mistrzostwa Polski Juniorów (soliści, solistki) – 19–21 stycznia 2024 w Krynicy-Zdrój
- Młodzieżowe Mistrzostwa Polski (MMP) i Mistrzostwa Polski Młodzików (MPM) – 22–24 marca 2024 w Cieszynie
- Mistrzostwa Polski w łyżwiarstwie synchronicznym – 9–10 grudnia 2023 w Elblągu[2]

## Wyniki

### Kategoria seniorów
Pozycje w poszczególnych segmentach wynikają z klasyfikacji mistrzostw czterech narodów.

#### Soliści
| Poz. | Zawodnik           | Klub               | Nota łączna | SP | SP    | FS | FS     |
| ---- | ------------------ | ------------------ | ----------- | -- | ----- | -- | ------ |
| 1    | Władimir Samojłow  | MKS Axel Toruń     | 192,01      | 5  | 62,64 | 3  | 129,37 |
| 2    | Matwiej Jefimienko | MKS Axel Toruń     | 181,75      | 6  | 62,15 | 5  | 119,60 |
| 3    | Jakub Lofek        | UKŁF Unia Oświęcim | 173,99      | 8  | 58,84 | 6  | 115,15 |
| 4    | Kornel Witkowski   | MKS Axel Toruń     | 169,40      | 7  | 60,68 | 7  | 108,72 |
| 5    | Miłosz Witkowski   | MKS Axel Toruń     | 150,05      | 9  | 58,70 | 10 | 91,35  |

#### Solistki
| Poz. | Zawodniczka          | Klub              | Nota łączna | SP | SP    | FS | FS     |
| ---- | -------------------- | ----------------- | ----------- | -- | ----- | -- | ------ |
| 1    | Jekatierina Kurakowa | MKS Axel Toruń    | 171,10      | 1  | 62,04 | 1  | 109,06 |
| 2    | Laura Szczęsna       | MKS Łódź          | 136,43      | 7  | 46,29 | 4  | 90,14  |
| 3    | Karolina Białas      | UKŁ Spin Katowice | 126,11      | 8  | 46,18 | 9  | 79,93  |
| 4    | Agnieszka Rejment    | MKS Axel Toruń    | 102,44      | 12 | 37,09 | 14 | 65,35  |

#### Pary sportowe
| Poz. | Zawodnicy                           | Klub              | Nota łączna | SP | SP    | FS | FS     |
| ---- | ----------------------------------- | ----------------- | ----------- | -- | ----- | -- | ------ |
| 1    | Julija Szczetinina / Michał Woźniak | UKŁ Spin Katowice | 161,58      | 3  | 55,11 | 2  | 106,47 |

#### Pary taneczne
| Poz. | Zawodnicy                                  | Klub                    | Nota łączna | RD | RD    | FD | FD    |
| ---- | ------------------------------------------ | ----------------------- | ----------- | -- | ----- | -- | ----- |
| 1    | Olivia Oliver / Filip Bojanowski           | GKS Stoczniowiec Gdańsk | 155,71      | 5  | 61,42 | 6  | 94,29 |
| 2    | Sofia Dovhal / Wiktor Kulesza              | MKS Axel Toruń          | 146,18      | 9  | 56,54 | 6  | 89,64 |
| 3    | Anastasija Polibina / Pawieł Gołowisznikow | MKS Axel Toruń          | 145,59      | 6  | 58,15 | 8  | 87,44 |
| 4    | Ołeksandra Borysowa / Aaron Freeman        | ŁTŁF Łódź               | 127,16      | 10 | 46,11 | 10 | 81,05 |